# Ectropothecium isophyllum
Ectropothecium isophyllum är en bladmossart som beskrevs av Hugh Neville Dixon 1942. Ectropothecium isophyllum ingår i släktet Ectropothecium och familjen Hypnaceae. Inga underarter finns listade i Catalogue of Life.